# Morten Seedorff
Morten Carl Seedorff (født 9. april 1847 i Odense, død 13. november 1931) var en dansk læge og kommunalpolitiker.
Han var søn af chefredaktør for Fyens Stiftstidende Nicolaus Peter Heinrich Seedorff (1808-1854) og hustru Ane Kirstine Sophie født Paludan (1809-1892), blev student  fra Odense Katedralskole 1866 og tog medicinsk eksamen 1873. Seedorff var distriktslæge i Odense 1883-1903, medlem af Byrådet 1888-1909, stiftsfysikus fra 1903 til 1915 og var formand for Lægekredsforeningen 1904-06 og medlem af Understøttelsesforeningen for danske Lægers trængende Enker og deres forældreløse Børn 1912. Han var Ridder af Dannebrog og Dannebrogsmand.
Han blev gift med Marie Hald (19. juni 1854 i Lumby ved Odense - 1927), datter af provst C.H. Hald (død 1887) og hustru Abigael født Christensen (død 1879).